# Uschi Obermaier
 (avril 2016).
Si vous disposez d'ouvrages ou d'articles de référence ou si vous connaissez des sites web de qualité traitant du thème abordé ici, merci de compléter l'article en donnant les références utiles à sa vérifiabilité et en les liant à la section « Notes et références ».
Ursula « Uschi » Obermaier (connue aussi sous le pseudonyme de Chrissi Malberg), née à Sendling (Munich) le 24 septembre 1946, est un mannequin et une actrice de nationalité allemande considérée comme un sex-symbol emblématique de la « génération 1968 »[évasif] et des mouvements sociaux en Allemagne de l'année 1968.

## Biographie
Uschi Obermaier quitte Munich pour Berlin, devient l'icône du mouvement étudiant allemand à la fin des années 1960, a une liaison avec Jimi Hendrix et Mick Jagger, le chanteur des Rolling Stones, et vit dans cette ville avec son petit ami Rainer Langhans dans la Kommune 1, une communauté libre à motivation politique qui a été prise en exemple par des personnalités comme John Lennon et Yoko Ono.
Elle a une liaison avec Dieter Bockhorn, le riche propriétaire d'un club dans le quartier rouge de Hambourg et, à la manière des hippies, fait plusieurs voyages en bus avec lui. Le premier voyage, long de vingt mois, suit la piste hippie du Moyen-Orient et les conduit en Afghanistan, au Pakistan, en Inde et au Népal. Ils se marient en Inde selon les coutumes du pays. Leur deuxième voyage dure trois années au cours duquel ils sillonnent les États-Unis et le Mexique.
Dans les années 1970, elle est la compagne de Keith Richards.
Uschi Obermaier s'établit et vit à Topanga (Los Angeles), en Californie, où elle crée des bijoux.

## Filmographie
- 1969 : Detektive
- 1970 : Film oder Macht
- 1970 : Die Geschäftsfreunde (court-métrage)
- 1970 : Rouge Sang (Rote Sonne)
- 1971 : Eddie geht weiter
- 1995 : Um die 30 (téléfilm)
- 1997 : Blutrausch

Un biopic allemand sur sa vie, Das wilde Leben d'Achim Bornhak, sort en 2007 où son personnage est interprété par Natalia Avelon.

## Publications
- (de) Uschi Obermaier, Das wilde Leben, Hamburg : Hoffmann und Campe, 1994  (ISBN 3-455-08603-9) (autobiographie avec Claudius Seidl (de) comme prête-plume)
- (de) Uschi Obermaier, Olaf Kraemer, High Times. Mein wildes Leben, Munich : Heyne, 2006  (ISBN 3-453-13010-3) (autobiographie)
- (de) Uschi Obermaier, Expect nothing! : Die Geschichte einer ungezähmten Frau, Riemann Verlag, 2013  (ISBN 3570501566) (autobiographie)